# Gnathoncus potanini
Gnathoncus potanini är en skalbaggsart som beskrevs av Edmund Reitter 1896. Gnathoncus potanini ingår i släktet Gnathoncus och familjen stumpbaggar. Inga underarter finns listade i Catalogue of Life.